# Wembley (wijk)
Wembley is een wijk in het Londense bestuurlijke gebied Brent, in de regio Groot-Londen. Het staat bekend om het Wembley Stadium dat daar gevestigd is. Dit stadion werd in april 2006 heropend na een grote renovatie. Wembley was vroeger een welvarend deel van Londen met een grote Joodse bevolking. Sinds de jaren 1970 kwamen er veel immigranten uit India, Oost-Europa, Caribisch gebied en Afrika. Ook was er in Wembley een groot aantal fabrieken, maar deze werden in de jaren 1980 grotendeels gesloten.

## Geboren
- Michelle Dillon (1973), triatlete, duatlete en aquatlete